# Perisa
Perisa (gr. Περίσσα) – wieś w południowo-wschodniej części wyspy Santoryn w archipelagu Cyklad w gminie Thira, Grecja.

## Zabytki
- kościół Aja Irini (św. Ireny) z V wieku;
- kościół Timios Stawros z pięcioma niebieskimi kopułami zbudowany w latach 1835-40[1].